# Lawrence Anini
Lawrence Nomanyagbon Anini (env. 1960 - 29 mars 1987) était un criminel nigérian qui a terrorisé Benin City dans les années 1980 avec son acolyte Monday Osunbor. Il a été capturé et exécuté pour ses crimes.

## Biographie
Lawrence Anini est né dans un village à environ 30 kilomètres de Benin City dans l'actuel État d'Edo. Il a émigré à Benin City à un jeune âge pour devenir conducteur de taxi, où il a rapidement gagné en réputation, grâce à son talent de négociateur et de fédérateur entre opérateurs et propriétaires des taxis de la ville. Il s'est ensuite lancé dans le crime organisé, en devenant transporteur pour divers gangs, parrains et autres voleurs. Plus tard, il a décidé de créer son propre gang qui comprenait Monday Osunbor, Ofege, et d'autres, qui ont pratiqué le car-jacking, les attaques de bus ou encore de banques. Peu à peu, ils ont étendu leur influence à d'autres villes du nord et de l'est de Benin City.
La complicité de la police dont il aurait bénéficié lui a permis en 1986 d'insuffler la terreur dans la ville et ses environs. Cette année-là, deux membres de son gang, Kingsley alias Baba K et Kele, ont été poursuivis et jugés pour avoir versé des pots-de-vin à certains hauts gradés dans la police afin de détruire des preuves contre les membres du gang. Cet incident aurait été interprété par Anini comme une trahison de la part de la police, ce qui l'aurait incité à prendre des mesures de représailles. En août 1986, un braquage de banque lié à Anini provoque la mort d'un policier et d'un enfant. Le même mois, deux officiers de police, en service, ont été abattus alors qu'ils essayaient d'arrêter la voiture d'Anini à un check-point. C'est ainsi 9 policiers qui sont tués sur une période de trois mois, où Lawrence Anini écrivait en parallèle de nombreuses lettres aux médias, décrivant ses crimes comme des actes politiques à la Robin des Bois.
La croyance populaire voulait qu'Anini soit un esprit en possession de pouvoirs magiques : on croyait notamment qu'il pouvait se téléporter, et ainsi disparaître, à volonté. Le 3 décembre 1986 néanmoins, il fut arrêté dans une maison de Benin City, entre la 2e et la 3e route circulaire. Il aurait été trahi par sa petite amie. Ayant reçu une balle dans la jambe pendant son arrestation, Anini a été transféré dans un hôpital militaire, où il fut amputé. À la suite de son arrestation, le chef militaire du pays, Ibrahim Babangida, exigea un procès rapide: Anini fut reconnu coupable de la plupart des chefs d'accusation contre lui, et exécuté le 29 mars 1987, un évènement retransmis en direct sur la télévision nationale.